# Genes Homeobox y Cáncer
Los genes homeobox tienen una secuencia en común de 183 nucleótidos que codifican para proteínas nucleares específicas que actúan como factores de transcripción. También codifican para el dominio amino ácido 61, que es el homeodominio responsable para el reconocimiento y unión de secuencias específicas de DNA. La especificidad de esta unión permite que las homeoproteínas se activen o inhiban la expresión para los sitios de unión de genes corriente abajo del promotor.
Recientemente la identificación de defectos somáticos o congénitos que están involucrados en las mutaciones en los estos genes ha incrementado el interés de estos genes. [1]

## Genes Homeobox células normales y malignas
Muchas indicaciones sugieren el involucramiento de esta familia de genes en procesos biológicos cruciales de células eucariotas adultas tales como el control de la identidad celular, el crecimiento celular y diferenciación de célula a célula al igual que las interacciones extracelulares.

## Genes Hox en tumores sólidos
Los órganos humanos normales adultos como riñón, colon y pulmón presentan una expresión global de patrones de todo el trabajo de los genes Hox típicos de cada órgano.
Muchas diferencias en la expresión de los genes Hox son detectables en carcinomas renales como también en riñones humanos normales.
En los tumores primarios en el riñón los genes Hox pueden ser apagados tales como (HOXB5, HOXB9) o puede ser (HOXC11) o pueden mostrar diferentes tamaños de transcriptos si es comparado con la expresión de riñones normales. Estos descubrimientos han permitido postular una asociación entre los expresión de genes Hox alterados y el cáncer de riñón. 
Por otro lado se ha detectado una baja expresión de algunos genes Hox tales como (HOXA9, HOXB7 y HOXD11) en cáncer de colon primario como también en lesiones en el pulmón originados de tumores colorectales, suportando la hipótesis de la implicación de homeoproteinas en la evolución del cáncer de colon.
En el mismo modelo tumoral, se ha encontrado que los genes Hox podría ejercer una función específica por cada órgano que permite actuar como una prueba molecular que localiza los tumores primarios cuando se trata con metástasis de origen desconocido. Para encontrar el rol biológico de los genes Hox en la oncogénesis se ha probado la expresión de todo el trabajo de los genes Hox en pequeñas células humanas de cáncer de pulmón (SCLC) principalmente porque este tipo de tumor se origina de derivados de la cresta neural. 
La inactivación de múltiples genes Hox dentro de la red Hox que correlaciona la progresión de SCLC más que los cambios en la expresión de genes Hox específicos. Sin embargo en las pequeñas células metastaticas humanas de cáncer de pulmón, la expresión de los genes Hox aparece está unido con los estados de la progresión del tumor al igual que tipo histológico.
Muchas propiedades potenciales de los genes Hox puede ser deducido de estos datos: primero la asociación de la expresión de los genes Hox con la heterogeneidad tumoral clonal fuertemente sugiere el involucramiento de estos genes en la oncogénesis, en particular con los estadios tardíos de la progresión tumoral, segundo una directa asociación de los genes Hox con moléculas morfogenéticas, tercero la posible interacción entre la red de los genes Hox y la cascada de señalización ras, cuarto una interacción entre el sistema Hox y citoquinesis y factores de crecimiento, quinto una posible interacción entre la red Hox y la ruta p53 por último la función del sistema HOX como decodificador para señales externas para el establecimiento de la identidad celular.

## Algunos genes homeobox y cáncer
En algunas glándulas mamarias los transcriptos de HoxC6 se activan durante la pubertad y la madurez, y empieza a silenciarse durante el embarazo, probablemente por la regulación negativa de hormonas esteroides.
En el mismo gen HoxC6 es inactivo en adenocarcinomas mamarios. En contraste, HoxA1, silenciado en glándulas mamarias normales, empieza a activarse en la presencia de cánceres de mama en ratones y humanos.
Recientemente, la transducción del HOXB7 ha mostrado que induce la expresión de bFGF y altera las características de crecimiento de las células de cáncer de mama.
Por ejemplo HOXB8 ha mostrado la reacción con los genes oncosupresores implicados en cáncer colorrectal. HOXB6, HOXB8, HOXC8 y HOXC9 son expresados en varios estados de la evolución del cáncer de colon.
Esta interacción entre los genes Hox, los factores de crecimiento, citoquinesis y la adhesión de moléculas aparece ser particularmente evidente en este nodo de la red Hox. Por ejemplo HoxC8 aparece en el control de la vía de la diferenciación del condrocito junto a otras homeoproteinas. 
Los genes Hox pueden estar involucrados en desórdenes humanos del cartílago en el osteosarcoma humano, la expresión de HOXC6 aparece por ser diferencialmente regulado por miembros de súper familia TGF-b.
La regulación de la expresión de HOXC6, HOXD1 y HOXD8 en las células del neuroblastoma humano, químicamente inducido a la diferenciación es asociado con la maduración del fenotipo neuronal. La expresión del gen humano HOXD10 está alterado en el carcinoma endometrial y varía con el grado histológico de diferenciación